# ديف غالاغير (لاعب كرة قدم أمريكية)
ديف غالاغير (بالإنجليزية: Dave Gallagher)‏ هو لاعب كرة قدم أمريكية أمريكي، ولد في 2 يناير 1952 في بيكوا في الولايات المتحدة.

## وصلات خارجية
- ديف غالاغير على موقع مرجع كرة القدم المحترفة.كوم (الإنجليزية)